# Fernandezia sanguinea
Fernandezia sanguinea là một loài thực vật có hoa trong họ Lan. Loài này được (Lindl.) Garay & Dunst. mô tả khoa học đầu tiên năm 1972.